# Wilhelm Schloemilch
Wilhelm Schloemilch (* 19. September 1878 in Leipzig; † 8. Juli 1939 in Berlin-Schmöckwitz) war ein deutscher Elektrotechniker.

## Leben
Als Sohn eines Bankdirektors erhielt Wilhelm Schloemilch eine gute Schulausbildung, machte eine Lehre bei einer Maschinenfabrik für landwirtschaftliche Geräte und arbeitete zunächst bei einem Hersteller von Mess- und Präzisionsgeräten.
Von 1890 bis 1893 studierte Schloemilch Elektrotechnik an der Technischen Hochschule Darmstadt, wohl bei Erasmus Kittler. Nach Ableistung seines Militärdienstes war er ab 1894 für einige Monate im Berliner Maschinenlaboratorium der AEG und dann die folgenden sechs Jahre bei den Berliner Elektrizitätswerken.
Am 1. August 1901 trat Wilhelm Schloemilch der funkentelegrafischen Abteilung der AEG im Kabelwerk Oberspree bei, um sich der HF-Forschung zu widmen. Hier wurde das Funksystem Slaby-Arco entwickelt. Im Jahr 1903 wurde diese Abteilung der AEG auf staatliche Veranlassung mit der entsprechenden Abteilung der Firma Siemens zur Gesellschaft für drahtlose Telegraphie m.b.H. (Telefunken) zusammengelegt. Hier leitete Schloemilch bis 1907 die Empfängerentwicklung, wo er (zeitgleich mit Reginald Aubrey Fessenden) eine elektrolytische Diode, die Schloemilch-Zelle, entwickelte. Diese war einer der ersten Detektoren für elektromagnetische Wellen, der den bis dahin benutzten Wellendetektor Kohärer an Empfindlichkeit übertraf. Sie wurde jedoch bald von der Lieben-Röhre abgelöst.

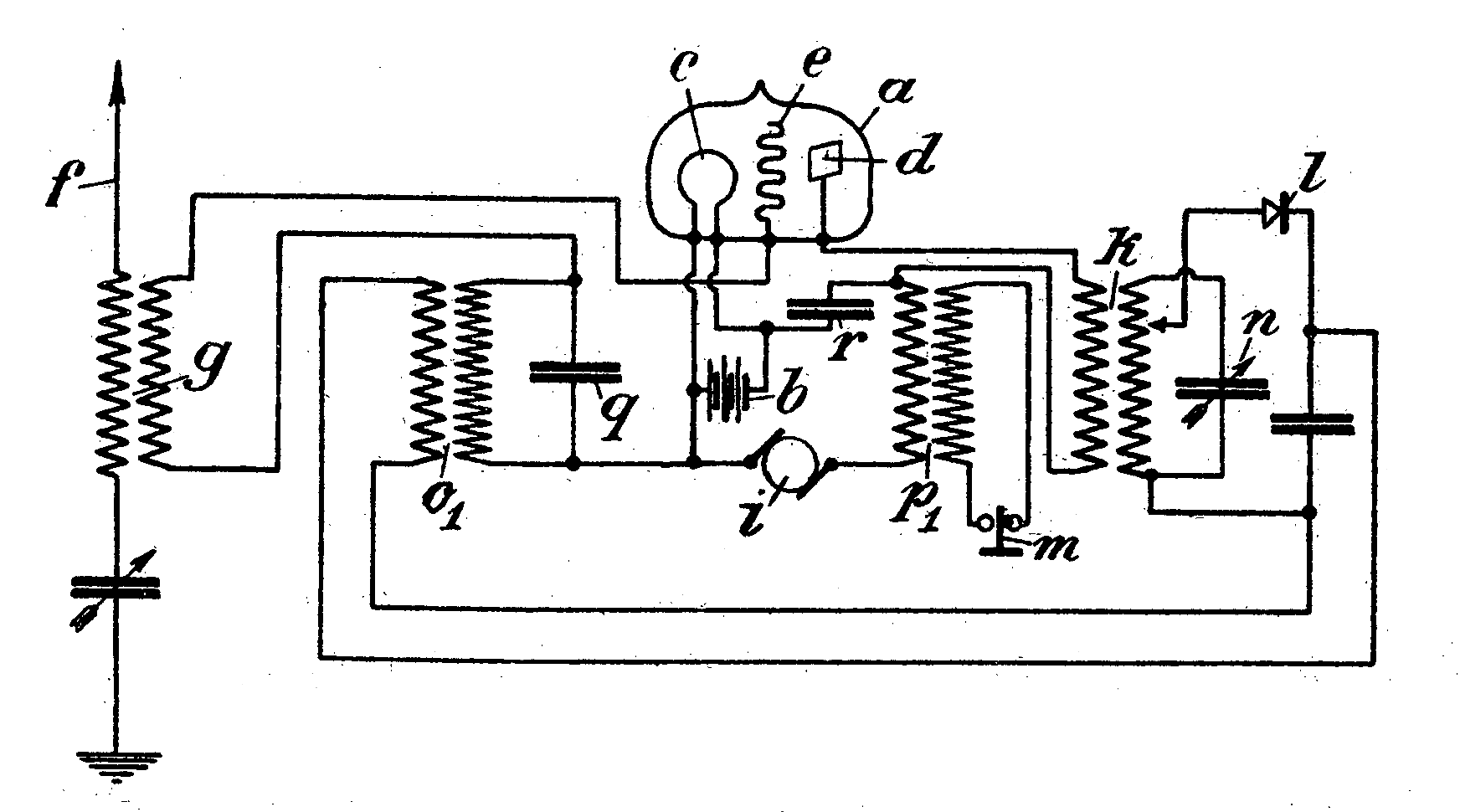
Aus der Patentschrift zur Reflexschaltung (1913)

Daneben ersann Schloemilch die Anwendung der Rückkopplung zur Entdämpfung von Empfängern und zusammen mit Otto von Bronk die Reflexschaltung.
Er entwickelte eine Schaltung zum Aufbau eines Löschfunkensenders, mit dem Telefunken 1906 die erste drahtlose Telefonieübertragung über eine Strecke von ca. 40 Kilometern zwischen Berlin und Nauen demonstrieren konnte.